# بيير غرابر
بيير غرابر هو سياسي سويسري، ولد في 6 ديسمبر 1908 في لا شو دو فون في سويسرا، وتوفي في 19 يوليو 2003 في لوزان في سويسرا. نشط حزبياً في الحزب الاشتراكي الديمقراطي السويسري. وقد انتخب وزير الخارجية وانتخب رئیس الحزب الاشتراكي الديمقراطي السويسري وانتخب عضو المجلس الوطني السويسري ‏.

## حياة
غرابر درس الحقوق والعلوم التجارية في جامعة نیوشاتيل وجامعة فيينا وحصل على الشهادة سنة 1931. أثناء دراسته، كان عضوًا مؤسسًا، في عام 1925، للشباب الاشتراكي في نیوشاتيل.

## المسيرة السياسية

### على المستويين البلدي والكانتوني
كان بيير جرابر عضوًا في الحزب الاشتراكي، وكان متشددًا في التعامل مع الشيوعيين منذ ثلاثينيات القرن العشرين فصاعدًا. على عكس العديد من الاشتراكيين. فودوا المقربين من ليون نيكول الجينيف، الذي كان متعاطفًا مع الاتحاد السوفييتي.

## وصلات خارجية
- بيير غرابر على موقع مونزينجر (الألمانية)